# جورج فيرنر
جورج فيرنر (بالسويدية: Georg Werner)‏ هو سباح سويدي، ولد في 8 أبريل 1904 في ستوكهولم في السويد، وتوفي بنفس المكان في 26 أغسطس 2002.

## وصلات خارجية
- جورج فيرنر على موقع الاتحاد الدولي للسباحة (الإنجليزية)
- جورج فيرنر على موقع أوليمبيديا (الإنجليزية)
- جورج فيرنر على موقع اللجنة الأولمبية السويدية (السويدية)